# 马图尔
马图尔（法語：Matour，法語發音：[matuʁ]）是法国索恩-卢瓦尔省的一个市镇，属于马孔区。

## 地理
马图尔（46°18'26"N, 4°28'58"E）面积27.99 平方千米，位于法国勃艮第-弗朗什-孔泰大區索恩-卢瓦尔省，该省份为法国中部省份，北起顺时针与科多尔省、汝拉省、安省、罗讷省、卢瓦尔省、阿列省和涅夫勒省接壤。
与马图尔接壤的市镇（或旧市镇、城区）包括：栋皮埃尔莱索尔姆、艾格佩斯、聖博內德布呂耶爾、日布勒、蒙默拉尔、旧圣皮埃尔、特朗布利。

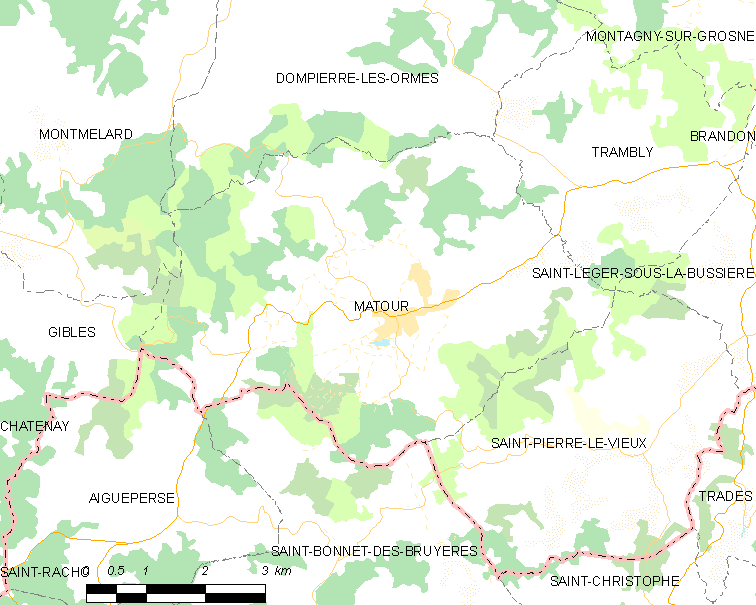
马图尔的OSM定位图

马图尔的时区为UTC+01:00、UTC+02:00（夏令时）。

## 行政
马图尔的邮政编码为71520，INSEE市镇编码为71289。

## 政治
马图尔所属的省级选区为拉沙佩勒德甘谢县。

## 人口

1962-2008年间马图尔人口变化图示

马图尔于2022年1月1日时的人口数量为1159人。